# Särkijärvi (sjö i Nyslott, Södra Savolax)
Särkijärvi är en sjö i kommunen Nyslott i landskapet Södra Savolax i Finland. Sjön ligger 81 meter över havet. Arean är 1,79 kvadratkilometer och strandlinjen är 11,36 kilometer lång. Sjön  ingår i Vuoksens huvudavrinningsområde.   Den ligger omkring 92 kilometer öster om S:t Michel och omkring 270 kilometer nordöst om Helsingfors. 
Nordöst om Särkijärvi ligger Särkilahdenselkä. 